# Madura United FC
El Madura United Football Club es un club de fútbol de Indonesia Con sede en la Isla de Madura, Provincia de Java Oriental. Actualmente se desempeña en la Liga 1 de Indonesia, máxima categoría del fútbol del país.

## Historia
Fue fundado en el año 1986 en la ciudad de Karawang, en Java Occidental con el nombre Pelita Mastrans y es un equipo que ha utilizado varios nombre en su historia, los cuales han sido:
- Pelita Mastrans (1997; en relación con la comunidad de transportistas)
- Pelita Bakrie (1998-1999; incluye el nombre del dueño de la mayoría de las acciones del Pelita)
- Pelita Solo (2000-2002; su estadio era el Manahan Stadium, en Solo)
- Pelita Krakatau Steel (2002-2006)
- Pelita Jaya Purwakarta (2006-2007)
- Pelita Jabar (2008-2009); su estadio era el Si Jalak Harupat Stadium, en Bandung
- Pelita Jaya Karawang FC (2010-2012); su estadio es el Singaperbangsa Stadium, en Karawang
- Pelita Bandung Raya (desde 2012-2015)
- Madura United FC (desde 2016).

Fue unos de los equipos más exitosos durante la época de la Liga Galatama e incluso llegó a contratar jugadores participantes en la Copa Mundial de la FIFA y cuenta con una rivalidad con el otro equipo del Java Occidental, el Persib Bandung, con quien protagoniza el llamado West Java Derby, pero han sido dominados históricamente por su rival. Ha sido campeón de Liga en 3 ocasiones y subcampeón en otras 2, ha ganado La Piala Utama en 1 ocasión en 2 finales jugadas y ha sido finalista de la Liga Piala en 3 ocasiones, todas vencido por el KYTB.
A nivel internacional ha participado en 4 torneos continentales, destacando en la Copa de Clubes de Asia del año 1991 en la que avanzó hasta las Semifinales.

## Palmarés
- Liga Galatama: 3

1989, 1990, 1994
- - Subcampeón: 2

1987, 1988
- Piala Utama: 1

1992
- - Finalista: 1

1990
- Liga Piala: 0
  - Finalista: 3

1987, 1988, 1989

## Participación en competiciones de la AFC
- Copa de Clubes de Asia: 4 apariciones

| 1990 - Segunda ronda 1991 - Semifinales | 1992 - Ronda clasificatoria 1995 - Segunda ronda |

## Gerencia
| Puesto               | Nombre           |
| -------------------- | ---------------- |
| Propietario          | Nirwan Bakrie    |
| Presidente           | Gunawan Tamsir   |
| Director Técnico     | Rahim Soekasah   |
| Director de Mercadeo | Iman Arif        |
| Gerente General      | Iwan Budianto    |
| Secretario           | Bambang Suhendro |
| Tesorero             | Reza Amrullah    |

## Cuerpo Técnico
| Puesto                     | Nombre                  | País      |
| -------------------------- | ----------------------- | --------- |
| Director                   | Lalu Mara Satria Wangsa | Indonesia |
| Entrenador                 | Rahmad Darmawan         | Indonesia |
| Asistente del Entrenador 1 | Djajang Nurdjaman       | Indonesia |
| Asistente del Entrenador 2 | I Made Pasek Wijaya     | Indonesia |
| Entrenador de Porteros     | Arjuna Rinaldy          | Indonesia |
| Preparador Físico          | Satia Bagdja            | Indonesia |
| Fisoterapeuta              | Rahmat Hidayat          | Indonesia |
| Doctor                     | Kukuh Suryo Subandoro   | Indonesia |
| Masajista                  | Komar Adar              | Indonesia |
| Utilero 1                  | Dicky Hermawan          | Indonesia |
| Utilero 2                  | Roberto Markus Sompie   | Indonesia |

## Entrenadores
- Bertje Matulapelwa (1986)
- Benny Dollo (1987-1994)
- Mario Kempes (1996)
- Bertje Matulapelwa (1996-1997)
- Fandi Ahmad (2006-2010)
- Misha Radovic (2010-2011)
- Djadjang Nurdjaman (2011)
- Rahmad Darmawan (2012)
- Simon McMenemy (2012-2013)
- Darko Janacković (2013)
- Dejan Antonić (2013-2015)
- Pieter Huistra (2015-)

## Clubes Afiliados
- C.S. Visé
- Brisbane Roar FC
- Deportivo Indonesia

## Jugadores

### Jugadores destacados
- Troy Hearfield
- Tomoyuki Sakai
- Yuichi Shibakoya
- Siraj Al-Tall
- Marwan Sayedeh
- Yuttajak Kornchan
- Maboang Kessack
- Roger Milla
- Jules Onana
- James Koko Lomell
- Dramane Coulibaly
- Redouane Barkaoui
- Lamin Conteh
- Walter Bruzuela
- Mario "El Matador" Kempes
- Pedro Pasculli
- Esteban Vizccara
- Carlos Eduardo
- Cristiano Lopes
- Evilasio da Costa
- Leandro Camilo
- Tiago Stragliotto
- Edison Fonseca
- Juan Ramírez
- Leonardo Rivero
- Ivan Jerkovic
- Giuseppe Accardi
- Miodrag Božović
- Dejan Gluščević
- Chris Doig
- Gusnedi Adang
- Agustiar Batubara
- Erol Iba
- Eli Idris
- Achmad Jufriyanto
- Ansyari Lubis
- Noah Mariem
- Supardi Nasir
- Rully Nere
- Indryanto Nugroho
- Bambang Nurdiansyah
- Harianto Prasetyo
- Muhammad Ridwan
- Bima Sakti
- Nasir Salasa
- Kurnia Sandy
- Alexander Sarnunu
- Frans Sinarta W
- Hendri Susilo
- I Gusti Bayu Sutha
- Firman Utina
- I Made Pasek Wijaya
- Kurniawan Dwi Yulianto
- Diego Michiels

### Equipo 2018

#### Altas y bajas 2017–18 (invierno)
| Altas             | Altas          | Altas       | Altas     | Altas        |
| Jugador           | Posición       | Procedencia | Tipo      | Costo        |
| ----------------- | -------------- | ----------- | --------- | ------------ |
| Nuriddin Davronov | Centrocampista | Istiqlol    | Traspaso. | No revelado. |

| Bajas   | Bajas    | Bajas   | Bajas | Bajas |
| Jugador | Posición | Destino | Tipo  | Costo |
| ------- | -------- | ------- | ----- | ----- |